# Bismark Acosta
Bismark Gilberto Acosta Evans, né le 19 décembre 1986 à Puerto Limón, est un footballeur international costaricien qui évolue au poste de défenseur central avec l'IK Start.

## Palmarès
- CS Herediano
  - Champion du Costa Rica (1) : 2010 (O).